# Małgorzata Jolanta Dżugan
Małgorzata Jolanta Dżugan – polska inżynier, profesor nauk rolniczych.

## Życiorys
W 1990 ukończyła studia chemii i technologii organicznej w Politechnice Rzeszowskiej im. Ignacego Łukasiewicza, 19 listopada 1997 obroniła pracę doktorską Kwaśne glikozydazy z nasienia i jąder gąsiorów, 1 grudnia 2012 habilitowała się na podstawie pracy zatytułowanej Bioactive components of garlic and their effect on the reduction cadmium toxicity in food.
Została zatrudniona na stanowisku profesora nadzwyczajnego i kierownika w Katedrze Chemii i Toksykologii Żywności na Wydziale Biologicznym i Rolniczym Uniwersytetu Rzeszowskiego.
Jest profesorem uczelni w Instytucie Technologii Żywności i Żywienia, Kolegium Nauk Przyrodniczych Uniwersytetu Rzeszowskiego.

## Odznaczenia
- Srebrny Krzyż Zasługi (2017)[4]